# Staatstheater Košice
Het Staatstheater van Košice (Slowaaks: Národné divadlo Košice, Hongaars: Állami Színház) is een klassiek theater met drie repertoires: drama, opera en ballet. 
Het theater bevindt zich in de Hlavna ulica 58 (vertaald: Hoofdstraat) in Košice. Er zijn twee scènes waar de acteurs kunnen optreden: vooreerst het hoofdpodium dat zich bevindt in het historisch gebouw uit 1899, en bovendien een kleiner podium dat ingericht is in een nabijgelegen art-nouveau-gebouw.

## Geschiedenis
Het theater staat op de plaats van een voormalig middeleeuws stadhuis, dat sinds de 16e eeuw in onbruik was, maar waarin er niettemin -anno 1756- een drankgelegenheid uitgebaat werd.
Het eerste theatergebouw werd tussen 1786 en 1789 gebouwd op initiatief van de graven Mihály Sztáray en Miklós Vécsey, naar de plannen van Jozsef János Tallher en Štefan Miklós Brocký.
Het werd reeds in 1788 in gebruik genomen, alhoewel het nog niet afgewerkt was. De voltooiing was slechts twee jaar later een feit. Voordien werden theatervoorstellingen voornamelijk opgevoerd op het terrein van een jezuïetenuniversiteit.
In het begin werden alleen theaterstukken in de Duitse taal opgevoerd, doch vanaf 1816 gebeurde dat afwisselend in het Hongaars en het Duits. 
In de noordelijke vleugel werd een café, biljartruimte en een restaurant geopend; op de eerste verdieping kwam een rooksalon tot stand. In 1828 werd in het gebouw een casino geopend waar kansspelen plaats vonden.
Dit eerste theater had een capaciteit van 500 toeschouwers en werd opgetrokken in de classicistische stijl. 
In 1884 brak tijdens een voorstelling brand uit. In 1894 werd het toenmalige gebouw -na meer dan honderd jaar gebruik- om veiligheidsredenen gesloten en vervolgens in 1897 gesloopt.
Het huidige theatergebouw werd vijf jaar na de sluiting van het vorige, op 28 september 1899, ingehuldigd. Het werd geconstrueerd op dezelfde plaats als het vorige gebouw, volgens de plannen van de befaamde architecten : Adolf Láng en Antal Steinhardt. Er werd geopteerd voor een eclectische, neo-barokke stijl. Aanvankelijk werden alleen stukken in de Hongaarse taal opgevoerd.
In 1920 werd in Bratislava het "Nationaal Slowaaks Theater" opgericht, dat paradoxaal genoeg zijn activiteiten startte in Košice. De reden hiervoor was, dat het theatergebouw in Bratislava in die periode gehuurd werd door een Hongaarse groep. Derhalve bezocht het "Nationaal Slowaaks Theater" Košice met regelmatige tussenpozen. In 1924 werd het "Nationaal Oost-Slowaaks Theater" opgericht als een permanente theatergroep in Košice. Zijn repertoire omvatte operettes, toneelstukken en soms opera's, maar ingevolge de recessie van 1929 hield het theatergezelschap op met bestaan. Acht jaar later, in 1937, werd de schouwburg heropend als een onafhankelijke tak van het Nationaal Theater van Bratislava.
Toen Košice in 1938 ingevolge de Eerste Weense Arbitrage ingedeeld werd bij de Hongaarse staat, verloor de stad zijn eigen theateracteurs. Ingevolge dat gemis, kwamen tijdens de Tweede Wereldoorlog voor gastoptredens regelmatig theatergezelschappen uit verscheidene andere Hongaarse steden.
In 1945 werd het "Nationaal Oost-Slowaaks Theater" na de teloorgang van 1929 nogmaals opgericht, met Janko Borodáč als eerste directeur. Benevens toneel werd er opera, operette en ballet opgevoerd. Als première werd de operette Pools Bloed van Oskar Nedbal gebracht. De eerste opera was Verdi's La Traviata. 
Vanaf het seizoen 1946–1947 kreeg het theater de naam Nationaal Theater van Košice en in 1955 werd het omgedoopt tot Staatstheater. Tussen 1988 en 1994 werd het gebouw gerenoveerd en vlakbij werd een zogenaamde muzikale fontein gebouwd. Tijdens Vladimír Mečiar's tweede regeerperiode (1994–1998) werd een poging gedaan om het theater van Košice te fusioneren met dat van Prešov maar in 1998 herwon de schouwburg zijn onafhankelijkheid.
In 2016 maakte regisseur Peter Himič bekend dat er opnieuw renovatiewerken waren begonnen.

## Architectuur
Op het dak is de koepel versierd met een kopie van het beeld van de godin Aurora. Het interieur van het theater is rijkelijk opgesmukt met :
- sculpturen gemaakt door beeldhouwer Ede Mayer,
- schilderijen aan het plafond, gemaakt door Peregrin von Gastgeb uit Wenen,
- versierselen allerhande.

De binnenkant van de koepel is verfraaid met voorstellingen van scènes uit toneelstukken van William Shakespeare (Othello, Romeo en Julia, King Lear, Midsummer Night's Dream).

## Illustraties

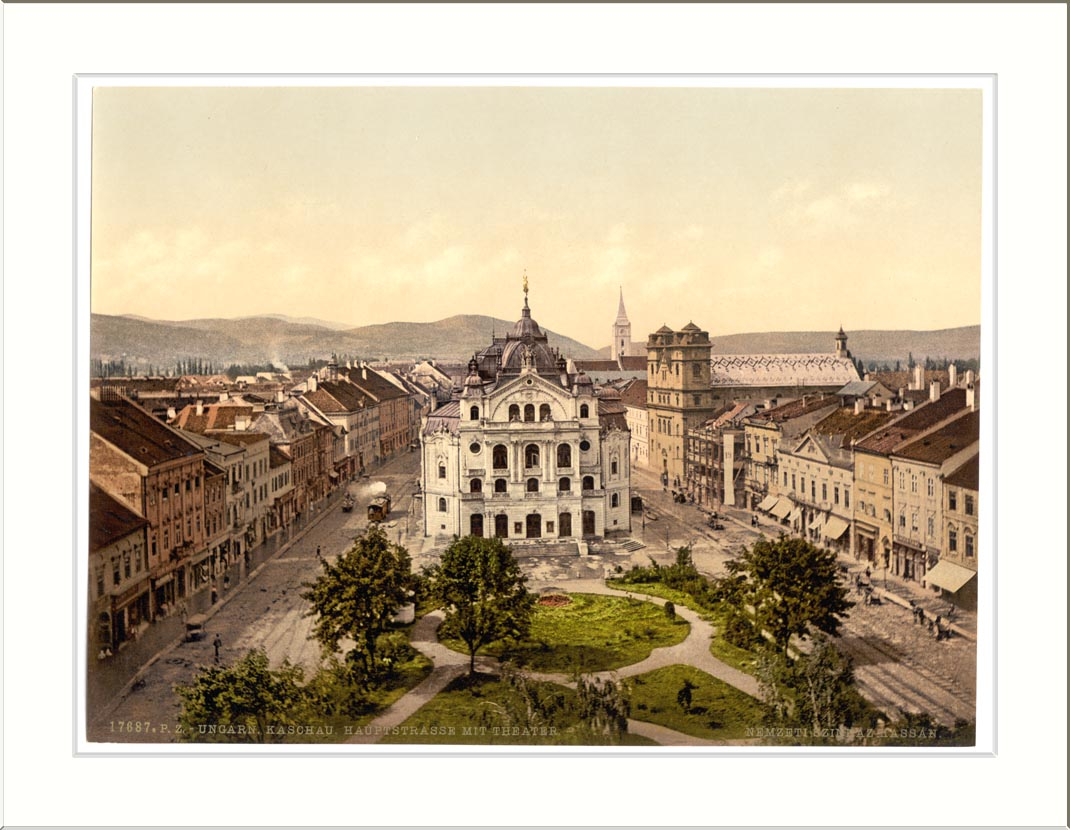
Zicht op de zuidelijke voorgevel. Rechts, vlak bij het theater, ziet men de Premonstratenzerkerk met twee torens.
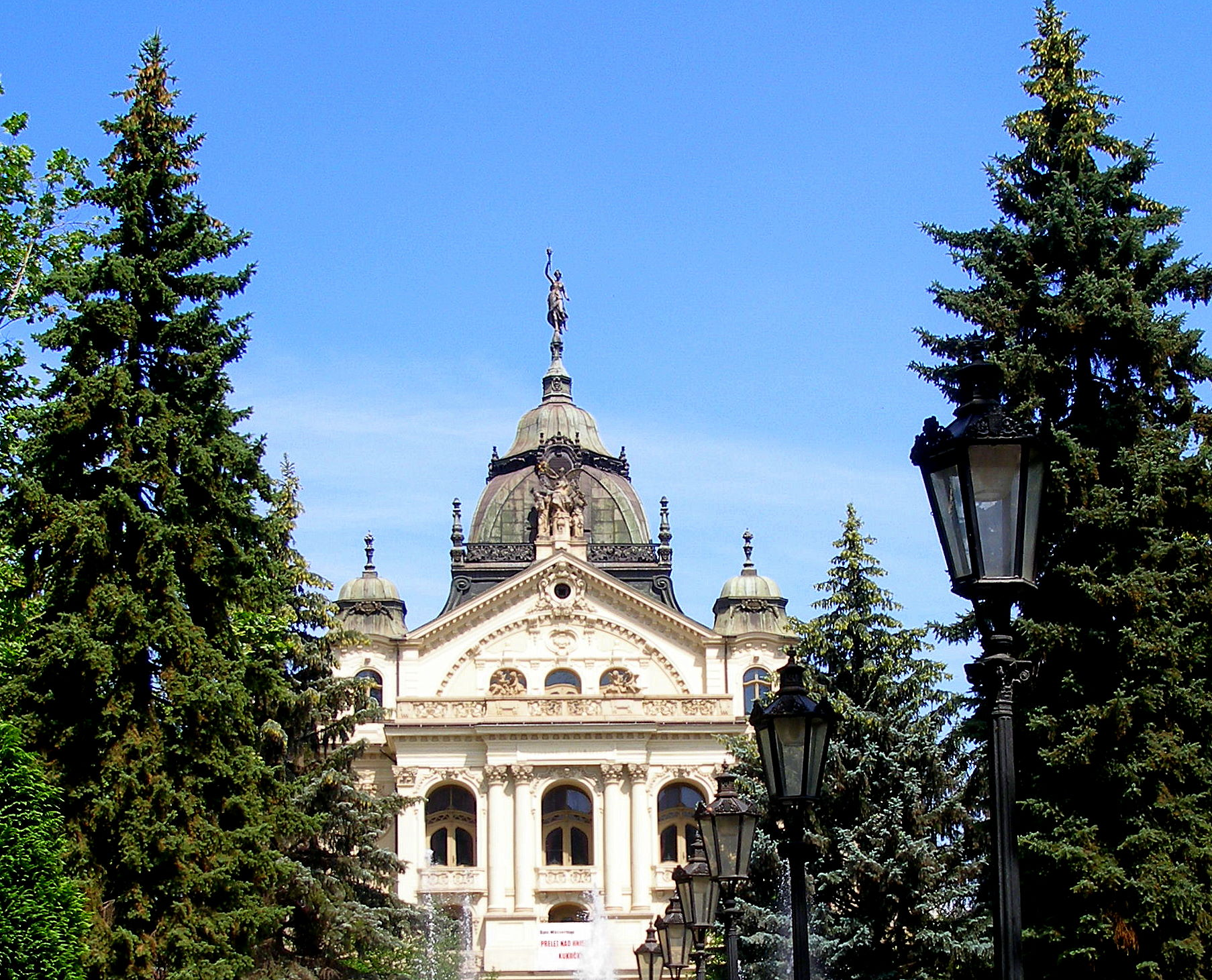
Op het dak is de koepel versierd met een kopie van het beeld van de godin Aurora (zuidkant).
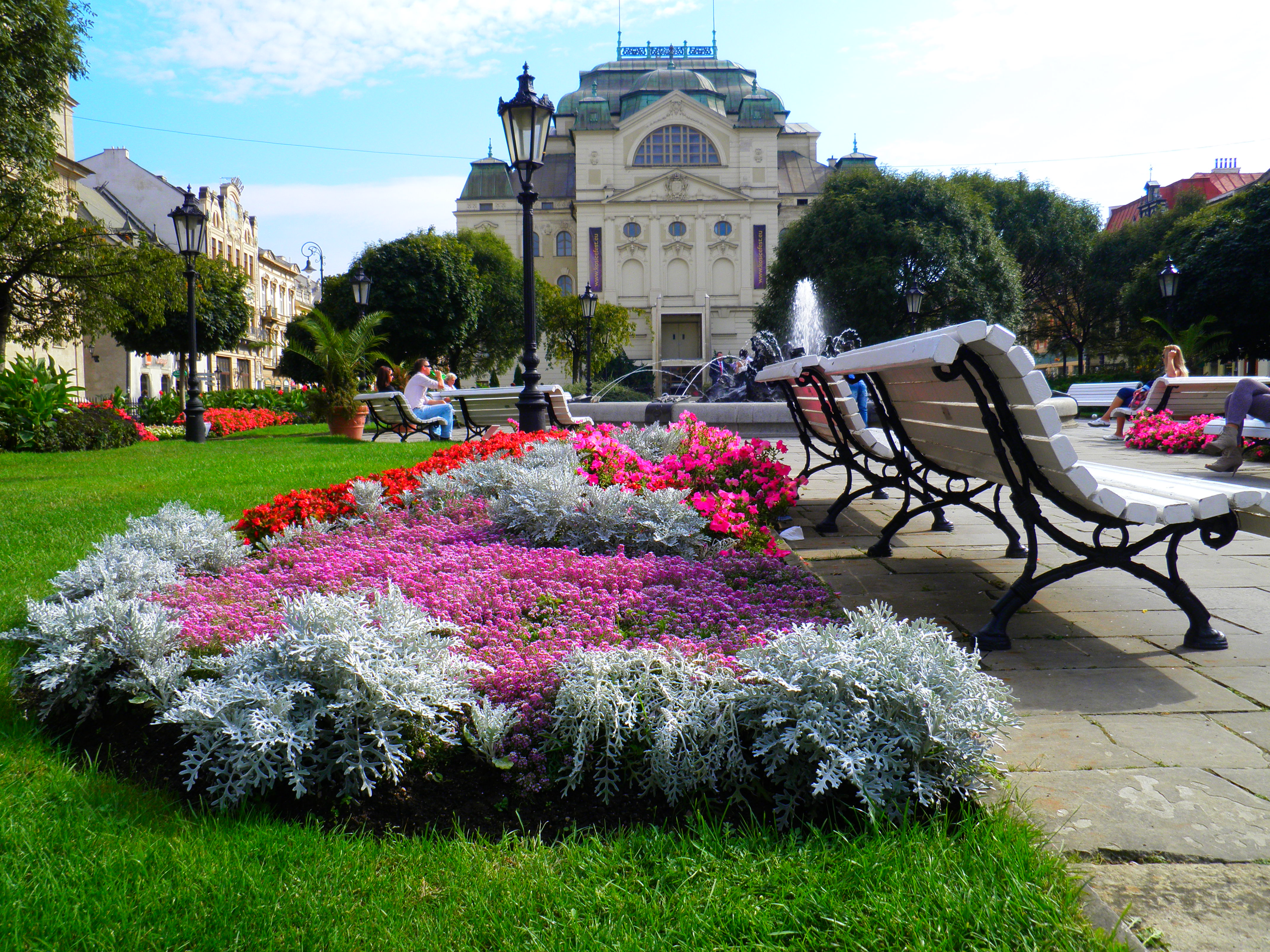
Aan de « Hlavna ulica » (Hoofdstraat): zicht op de noordelijke gevel van het staatstheater.
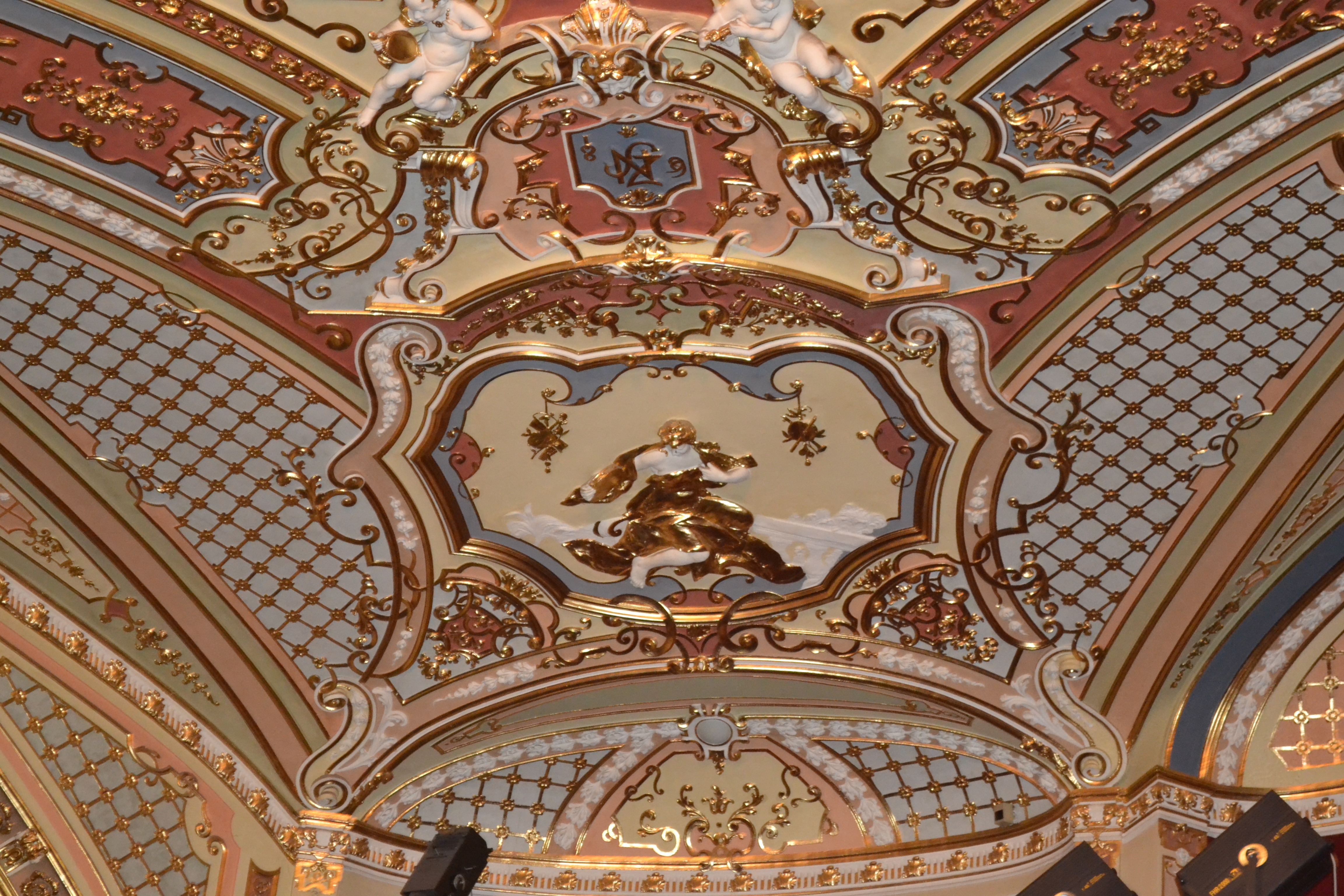
Interieur: plafondversiering.